# ديوغينيس لارا
ديوغينيس لارا (بالإسبانية: Diógenes Lara)‏ (1902 – 1971) لاعب كرة قدم بوليفي راحل كان يجيد اللعب في خط الوسط .
لعب طوال مسيرته الرياضية في نادي بوليفار . شارك مع منتخب بوليفيا في بطولة كأس العالم 1930 في الأوروغواي .

## روابط خارجية
- ديوغينيس لارا على موقع الاتحاد الدولي (مؤرشف)  (الإنجليزية)
- ديوغينيس لارا على موقع قاعدة بيانات كرة القدم.إي يو (الإنجليزية)
- ديوغينيس لارا على موقع ناشيونال فوتبول تيمز (الإنجليزية)
- ديوغينيس لارا على موقع Soccerway.com (الإنجليزية)